# Гонсалес, Дриулис
Дриулис Гонсалес Моралес (исп. Driulis González Morales, род. 21 сентября 1973 года в Гуантанамо, Куба) — кубинская дзюдоистка, олимпийская чемпионка и трёхкратная чемпионка мира. Одна из пяти кубинцев (1 мужчина и 4 женщины), побеждавших в соревнованиях по дзюдо на Олимпийских играх.
Дриулис Гонсалес выступала на 5 подряд Олимпиадах (1992, 1996, 2000, 2004 и 2008). Только на последней Олимпиаде-2008 в Пекине кубинка осталась без наград и не сумела повторить достижение Рёко Тани. В полуфинале пекинских Игр Гонсалес уступила будущей олимпийской чемпионке японке Аюми Танимото, а затем в схватке за бронзу проиграла голландке Элизабет Виллебордсе.
В начале карьеры Гонсалес выступала в весовой категории до 56-57 кг, а после рождения сына в 2001 году (из-за которого она пропустила чемпионат мира 2001 года в Мюнхене) перешла в категорию до 63 кг.
В 2007 году Гонсалес несла флаг Кубы на открытии Панамериканских игр в Рио-де-Жанейро. Там же она в третий раз в карьере стала победительницей этих соревнований.
В 1996 году Гонсалес была признана лучшей спортсменкой года на Кубе.